# Bisdom Chipata

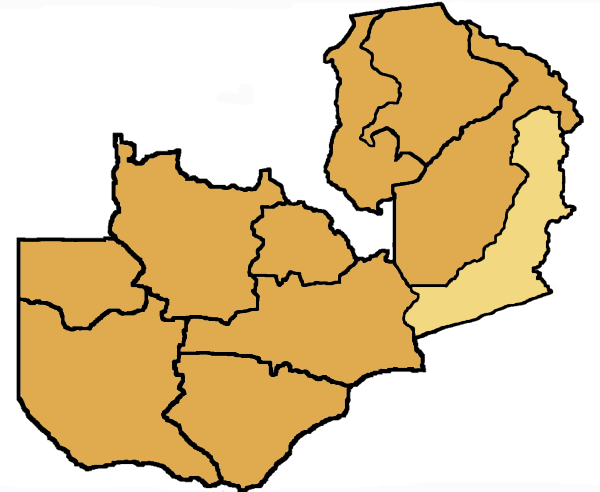
Het bisdom Chipata omvat delen van de provincies Eastern en Muchinga

Het bisdom Chipata (Latijn: Dioecesis Chipatensis) is een rooms-katholiek bisdom met als zetel Chipata in Zambia. Het is een suffragaan bisdom van het aartsbisdom Lusaka.
Het bisdom is ontstaan uit de apostolische prefectuur Fort Jameson, opgericht in 1937. In 1953 werd dit een apostolisch vicariaat en in 1959 een bisdom. De eerste bisschop was de Canadese witte pater Firmin Courtemanche. In 1968 kreeg het bisdom zijn huidige naam.  
In 2019 telde het bisdom 36 parochies. Het bisdom heeft een oppervlakte van 69.106 km2 en telde in 2019 2.132.000 inwoners waarvan 22% rooms-katholiek was. 

## Bisschoppen
- Firmin Courtemanche, M. Afr. (1959-1970)
- Medardo Joseph Mazombwe (1970-1996)
- George Cosmas Zumaire Lungu (2002-)